# Biagio di Sebaste
Biagio di Sebaste, noto come san Biagio (Sebaste, III secolo – Sebaste, 3 febbraio 316), è stato un vescovo e santo armeno, venerato come santo dalla Chiesa cattolica (vescovo e martire) e dalla Chiesa ortodossa. Fu un medico e vescovo della città di Sebaste in Armenia Minore, morto martire in epoca tardo-antica. La sua figura è divenuta oggetto di culto sia nella Chiesa cattolica sia nelle Chiese ortodosse, che lo ricordano come taumaturgo e protettore contro i mali della gola.
Celebrato liturgicamente il 3 febbraio, san Biagio è annoverato tra i santi ausiliatori ed è al centro di un'ampia tradizione agiografica, che lo ha reso uno dei santi più popolari del Medioevo. La sua fama si è consolidata anche attraverso la diffusione delle sue reliquie, la ricorrenza di leggende miracolose e una varietà di riti popolari ancora vivi in molte regioni d'Europa.

## Biografia
Vissuto tra il III e il IV secolo nella città di Sebaste, in Armenia (Asia Minore), Biagio esercitava la professione di medico prima di essere nominato vescovo della sua comunità. Durante le persecuzioni religiose, fu arrestato dai Romani e, avendo rifiutato di abiurare la fede cristiana, venne torturato con strumenti simili a pettini di ferro impiegati nella cardatura. La morte del santo, avvenuta per decapitazione intorno al 316, si colloca pochi anni dopo l'editto di Milano (313). Secondo alcune interpretazioni, si inserisce nel contesto delle tensioni tra Costantino I e Licinio, che determinarono nuove ondate persecutorie, specialmente verso i vescovi.
Le fonti biografiche del santo sono tarde, frammentarie e trasmesse da diverse tradizioni agiografiche, tra cui spiccano quella armena e quella bizantina.
Nel sinassario armeno, Biagio è descritto come un vescovo fuggito sul monte Ardeni (o Argias) durante la persecuzione di Licinio. Lì visse da eremita in armonia con le bestie selvatiche, che accorrevano a lui mansuete. Dotato di carismi taumaturgici, guariva sia uomini che animali semplicemente invocando il nome di Cristo. Un episodio ricorrente narra della restituzione miracolosa di un maiale rubato da un lupo, a beneficio di una vedova. Arrestato su denuncia del governatore Agricolao, Biagio fu sottoposto a vari interrogatori e torturato con pettini di ferro. Al momento del martirio, pregò Dio che chiunque avesse invocato il suo nome per guarire da dolori alla gola fosse esaudito, ottenendo in risposta una voce dal cielo che prometteva l'adempimento di tale grazia.
Nel sinassario ortodosso la narrazione conserva elementi simili, ma include anche episodi propri della tradizione bizantina. Si racconta che Biagio fu gettato in un lago con l'intento di annegarlo, ma camminò sulle acque come Cristo. Sessantotto dei suoi persecutori tentarono di raggiungerlo e morirono annegati. Un angelo gli apparve, invitandolo a uscire dall'acqua e a ricevere la corona del martirio. Dopo essere tornato sulla terraferma, Biagio fu decapitato. Prima della morte, elevò una preghiera a Dio affinché concedesse protezione e guarigione a quanti avessero invocato il suo nome contro le malattie, in particolare quelle della gola. Una voce celeste lo rassicurò promettendogli che le sue richieste sarebbero state esaudite.
La più antica citazione scritta sul santo sulla fama taumaturgica del santo compare nel trattato medico Medicinales di Aezio di Amida, vissuto nel VI secolo, dove è testimoniata la sua intercessione contro le ostruzioni alla gola:
(Ezio di Amida, Opus medicum libris XVI, traduzione di G. Corsaro del 1567.)
La ricostruzione storica della sua esistenza si affida infine a testimonianze devozionali come quella dell'erudito napoletano Camillo Tutini, autore nel 1637 della Narratione della vita e miracoli di S. Biagio Vescovo e Martire.

## Il culto

### Ricorrenza

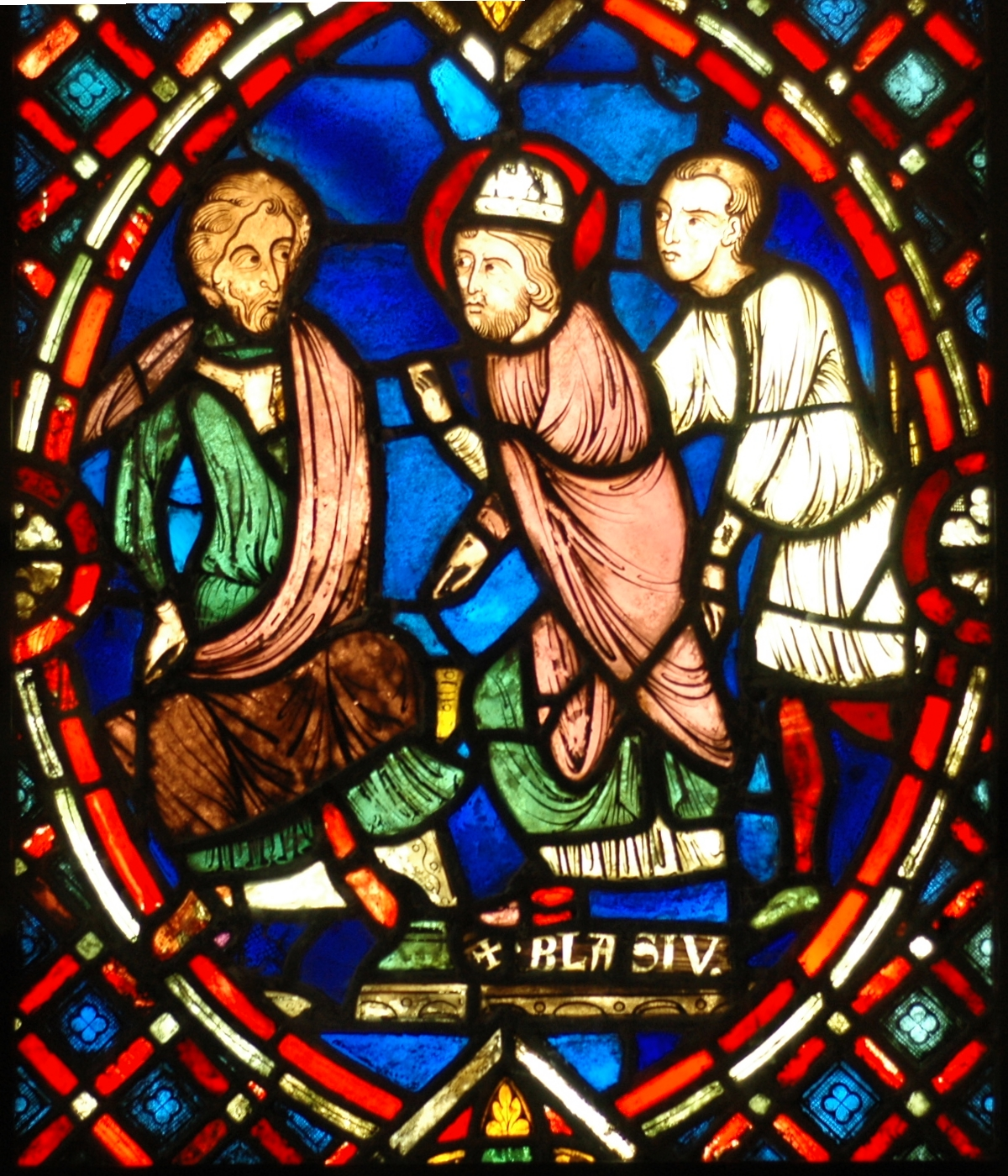
San Biagio di fronte a un governatore romano, vetrata francese del XIII secolo

Il Martirologio Romano lo commemora il 3 febbraio.

### Reliquie
Il corpo di san Biagio fu originariamente sepolto nella cattedrale di Sebaste. Secondo una consolidata tradizione, nell'anno 732 una parte delle sue reliquie – in particolare il cosiddetto "sacro torace" – fu collocata in un'urna marmorea e imbarcata per essere trasportata a Roma. Una violenta tempesta costrinse la nave a riparare sulla costa di Maratea, dove i fedeli interpretarono l'evento come un segno provvidenziale e accolsero le reliquie, che furono custodite nella chiesa situata sul monte che oggi porta il nome del santo. Il culto si consolidò progressivamente, e nel 1629 il re Filippo IV di Spagna, con lettera reale del 23 dicembre, pose ufficialmente la cappella reliquiaria sotto la tutela della Regia Curia, conferendole il titolo di "Regia Cappella".
Un gran numero di località vantano di possedere un frammento del corpo del santo. Ciò è dovuto, oltre all'antica usanza di sezionare i corpi dei santi e distribuirne le parti per soddisfare le richieste dei fedeli, alla pratica della simonia, una delle cui forme consisteva nel vendere reliquie false, o reliquie di santi omonimi ma meno conosciuti.
Ad Asti, presso la chiesa di Santa Maria Nuova, nell'altar maggiore si conservano un dente e alcuni altri resti.
A Brescia, nel tesoro della chiesa di San Lorenzo, si conserva il reliquiario di san Biagio, con alcuni denti e un osso ritenuti del santo.

### Leggende

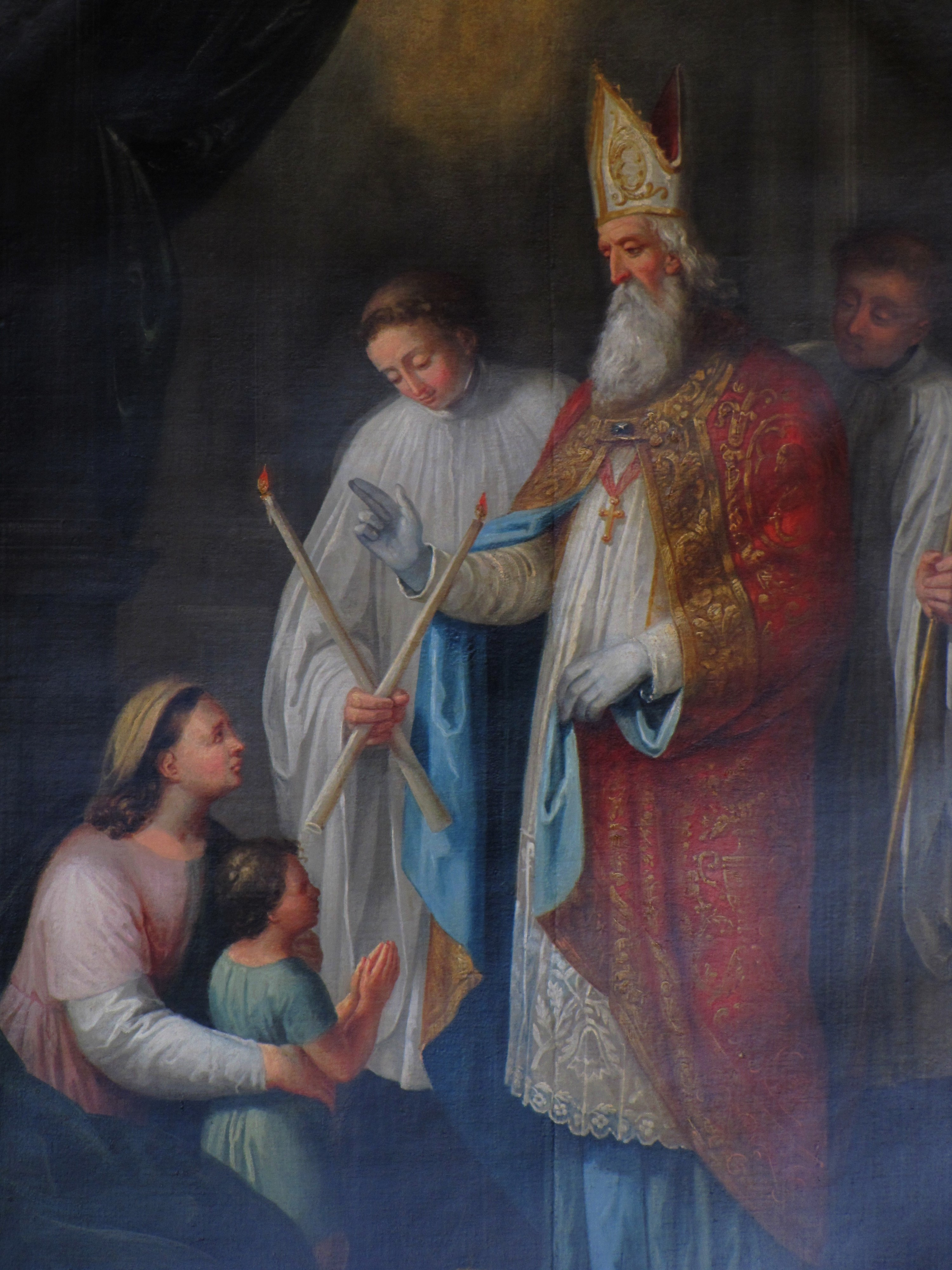
Miracolo di san Biagio, 1740 circa, chiesa di San Biagio a Valff

A san Biagio sono stati attribuiti diversi miracoli, tra cui il più noto è quello del salvataggio di un bambino che stava soffocando dopo aver ingerito una lisca di pesce.
In alcune zone dell'Italia settentrionale, in particolare in Lombardia, è tradizione conservare un pezzo di panettone dalle festività natalizie fino al 2 febbraio, per poi consumarlo il giorno successivo, festa liturgica di san Biagio, come auspicio contro i mali della gola.
Nella basilica di Maratea, alla destra della Regia Cappella, si conserva una palla di ferro inesplosa risalente all'assedio francese del 1806; secondo la tradizione locale, la traiettoria del proiettile sarebbe stata miracolosamente deviata dalla mano del santo, che vi avrebbe lasciato impressa l'impronta delle dita.
Relativamente alla sola esperienza della cittadina di Fiuggi, si narra che nel 1298 fece apparire delle finte fiamme sul paese, proprio mentre questo stava per essere messo sotto assedio dalle truppe papali. La cittadina, che all'epoca si chiamava Anticoli di Campagna, era feudo dei Colonna che a loro volta erano in guerra con la nobile famiglia romana dei Cajetani. L'intenzione dei Cajetani era quella di attaccare il paese da due lati: dal basso scendendo dal castello di Monte Porciano e dall'alto, alle spalle di Fiuggi dalla parte di Torre Cajetani; in virtù di tale piano divisero le proprie forze. San Biagio avrebbe fatto apparire delle finte fiamme che indussero le truppe nemiche, che oramai si accingevano all'attacco, a pensare di essere state precedute dalle forze alleate. Di conseguenza mossero oltre, ritornando ai loro alloggiamenti. I fedeli il giorno successivo lo elessero patrono della città. A ricordo di ciò persiste tuttora l'antica tradizione paesana di bruciare grandi cataste di legna di forma piramidale, denominate stuzze, a ricordo dell'"apparizione". Tale manifestazione avviene la sera del 2 febbraio di ogni anno nella piazza più alta del paese (piazza Trento e Trieste), dinnanzi al Municipio.
A Salemi, in provincia di Trapani, san Biagio è venerato come compatrono della città insieme a san Nicola. Secondo la tradizione, nel 1542, durante il regno di Carlo V, la città e le campagne circostanti furono colpite da un'invasione di cavallette che devastò i raccolti, causando carestia. I salemitani si rivolsero a san Biagio, considerato protettore delle messi, e il santo avrebbe interceduto per liberare il territorio dal flagello. In segno di gratitudine, ogni anno il 3 febbraio si celebra la "Festa del Pane", durante la quale vengono preparati e benedetti due tipi di pani votivi: i cavadduzzi, che raffigurano le cavallette e ricordano il miracolo, e i cuddureddi, che simboleggiano la gola, organo di cui san Biagio è considerato protettore. Dal 2008, la festività è arricchita da una rievocazione storica che coinvolge la comunità locale in un corteo in costume medievale, con partenza dal castello e arrivo alla chiesa di San Biagio nel quartiere Rabato, dove si svolgono le celebrazioni religiose e la benedizione delle gole dei fedeli.
In Albania, presso il monastero ortodosso di Shën Vlash, situato vicino a Durazzo, si è sviluppata una tradizione secondo la quale da una roccia, oggi scomparsa, sgorgava olio profumato con presunte proprietà miracolose. Questo fenomeno ha contribuito a rendere il monastero una meta di pellegrinaggio per numerosi fedeli, sia cristiani che musulmani. Nonostante la distruzione del sito durante il regime comunista, i fedeli continuavano a visitare il luogo per pregare e accendere candele. Dopo la caduta del regime, il monastero è stato ricostruito e continua a essere un importante centro spirituale e culturale.
In Campania, il 3 febbraio è tradizione celebrare san Biagio con il rito dell'unzione della gola mediante due candele incrociate.
A Napoli esiste un detto popolare che collega la Candelora (2 febbraio) al giorno successivo, dedicato a san Biagio, attraverso una sequenza di versi in dialetto che ironizzano sull'instabilità del clima invernale: A Cannelora vierno è fora! Risponde San Biase: vierno mo' trase! Dice 'a vecchia dint' 'a tana: nce vo' 'nata quarantana! Cant' 'o munaco dint' 'o refettorio: tann' è estate quann' è Sant'Antonio!, che tradotto significa: "Alla Candelora l'inverno è finito! Risponde san Biagio: l'inverno ora comincia! Dice la vecchia nella tana: ne mancano ancora quaranta giorni! Canta il monaco dal refettorio: l'estate arriva quando è Sant'Antonio".
A Corsano (LE), di cui Biagio è patrono, il santo è protagonista di alcuni eventi leggendari, tra cui la punizione di alcuni forestieri che avevano criticato il simulacro portato in processione e di un proprietario terriero che aveva sottratto agli abitanti le fascine per la tradizionale focareddha.

### Patronati
I fedeli si rivolgono a san Biagio, venerato come medico e vescovo, per ottenere la guarigione da malattie fisiche, in particolare quelle della gola. È annoverato tra i quattordici santi ausiliatori e, durante la sua celebrazione liturgica il 3 febbraio, è consuetudine che i sacerdoti impartiscano la benedizione della gola ai fedeli, utilizzando due candele incrociate. Questa pratica è legata a un miracolo attribuito al santo, che avrebbe salvato un bambino soffocante a causa di una lisca di pesce. Per tale motivo, san Biagio è considerato patrono degli specialisti in otorinolaringoiatria. Inoltre, è riconosciuto come protettore dei cardatori di lana, degli animali e delle attività agricole.
San Biagio è il santo patrono delle diocesi di Messina-Lipari-Santa Lucia del Mela, Cassano all'Jonio, di Molfetta-Ruvo-Giovinazzo-Terlizzi.